# Carles Cordón
Carles Cordón i Cardó (Calella, Barcelona, 1957) es un médico y oncólogo hispano-estadounidense. Doctor honoris causa por la Universidad de Barcelona, destaca por sus investigaciones sobre los mecanismos moleculares que desencadenan el cáncer.

## Biografía
Cordón se licenció en Medicina por la Universidad Autónoma de Barcelona en 1980. Doctor en Biología celular y Genética por la Universidad Cornell en 1985, un año después comenzó a trabajar en el Memorial Sloan Kettering Cancer Center de Nueva York, donde ha desarrollado su carrera de investigador. Desde 1995 es director de la División de Patología Molecular de dicho centro y profesor en la Universidad de Columbia. Ha destacado en sus trabajos sobre Patología molecular oncológica.

## Reconocimientos
Es doctor Honoris causa por la Universidad de Barcelona (2006) y académico de honor de la Real Academia de Medicina de Cataluña (2007).
El abril de 2007 fue reconocido con la Medalla de oro de la ciudad de Calella.